# Verbunddokument
Als Verbunddokument (englisch compound document) bezeichnet man eine Datei, die Inhalte enthält, die aus mehreren Dateiformaten zusammengesetzt sind. Dabei kann es sich beispielsweise um Texte, Bilder oder Audiodateien handeln, die in einer Textverarbeitung oder z. B. einer Tabellenkalkulation enthalten sind. Bei Software von Microsoft wurde diese Funktionalität zuerst durch OLE umgesetzt, weitere Beispiele sind HTML, XML, KParts (KDE), Bonobo (GNOME) oder Lotus Notes.